# Mary Joe Fernández
María José Fernández, coniugata Godsick, detta Mary Joe (Santo Domingo, 19 agosto 1971), è un'allenatrice di tennis ed ex tennista statunitense, vincitrice nel doppio femminile nel 1992 alle Olimpiadi di Barcellona e nel 1996 alle Olimpiadi di Atlanta di due medaglie d'oro. Ha vinto anche la medaglia di bronzo nel singolare alle Olimpiadi di Barcellona.

## Carriera
Divenuta professionista nel 1986, ha conquistato durante l'attività agonistica 7 tornei nel singolare e 19 nel doppio, per un totale di 26 tornei vinti. Non è mai riuscita a imporsi in un torneo del Grande Slam nonostante le due finali disputate nel 1990 e nel 1992 agli Australian Open, sconfitta prima da Steffi Graf e poi da Monica Seles, e quella ottenuta nel 1993 al Roland Garros, quando, dopo aver strappato il primo set alla Steffi, finì per perdere con il punteggio di 4-6, 6-2, 6-4. Sempre in quel Roland Garros Mary Joe giocò nei quarti di finale un'epica sfida contro l'argentina Sabatini, in cui, dopo essersi ritrovata sotto 6-1 5-1, Mary Joe annullò alla Sabatini ben cinque match point, per poi vincere in rimonta 1-6, 7-6, 10-8 dopo oltre tre ore di gioco. Tra le vittorie nel singolare spiccano i due titoli ottenuti a Indian Wells nel 1993 e nel 1995.
Miglior fortuna ebbe nel doppio, dove si aggiudicò ben 19 tornei, tra i quali due titoli del Grande Slam (Australian Open nel 1991 e Roland Garros nel 1996), mentre in cinque occasioni il suo cammino negli Slam si arrestò in finale.
Ha raggiunto come miglior classifica nel singolare il quarto posto del ranking WTA. Ricordata come giocatrice di grande talento, è significativo che l'apice della sua carriera lo raggiunse a 22 anni. Nel 2000 ha annunciato il ritiro, dopo 14 anni di carriera agonistica. Successivamente è diventata capitano non giocatore della nazionale femminile americana di tennis per la Fed Cup.

### Olimpiadi
Mary Joe ottenne prestigiosi risultati sia alle Olimpiadi di Barcellona nel 1992 che nel 1996 alle Olimpiadi di Atlanta.
A Barcellona si aggiudicò in coppia con Gigi Fernández la medaglia d'oro nel doppio femminile, dopo aver sconfitto in finale la coppia di casa composta da Arantxa Sánchez Vicario e Conchita Martínez, mentre in singolare ottenne la medaglia di bronzo, venendo sconfitta in semifinale da Steffi Graf.
Ad Atlanta bissò sempre in coppia con Gigi Fernández l'oro olimpico conquistato 4 anni prima a Barcellona: questa volta a farne le spese in finale fu la coppia rappresentata dalle tenniste della Repubblica Ceca Jana Novotná ed Helena Suková. In singolare sfiorò il bronzo, quando dopo essersi arresa in semifinale alla connazionale Lindsay Davenport, fu battuta nella finale per il terzo posto da Jana Novotná.

## Vita personale
Sposata dal 2000 con l'agente sportivo Anthony Lewisohn "Tony" Godsick, il manager di Roger Federer, ha due figli: Isabella Maria (nata nel 2001) e Nicholas Cooper (nato nel 2004).

## Statistiche

### Singolare

#### Vittorie (7)
| N. | Data              | Torneo                                      | Superficie    | Avversaria in finale | Punteggio        |
| 1. | 24 settembre 1990 | Nichirei International Championships, Tokyo | Sintetico (I) | Amy Frazier          | 3–6, 6–2, 6–3    |
| 2. | 15 ottobre 1990   | Porsche Tennis Grand Prix, Filderstadt      | Sintetico (I) | Barbara Paulus       | 6–1, 6–3         |
| 3. | 22 febbraio 1993  | Indian Wells Masters, Indian Wells (1)      | Cemento       | Amanda Coetzer       | 3–6, 6–1, 7–6(6) |
| 4. | 16 maggio 1994    | Internationaux de Strasbourg, Strasburgo    | Terra rossa   | Gabriela Sabatini    | 2–6, 6–4, 6–0    |
| 5. | 27 febbraio 1995  | Indian Wells Masters, Indian Wells (2)      | Cemento       | Nataša Zvereva       | 6–4, 6–3         |
| 6. | 16 ottobre 1995   | Brighton International, Brighton            | Sintetico (I) | Amanda Coetzer       | 6–4, 7–5         |
| 7. | 12 maggio 1997    | WTA German Open, Berlino                    | Terra rossa   | Mary Pierce          | 6–4, 6–2         |

### Doppio

#### Vittorie (19)
| N.  | Data              | Torneo                                           | Superficie    | Compagna                | Avversarie in finale                      | Punteggio        |
| 1.  | 18 settembre 1989 | Virginia Slims of Dallas, Dallas                 | Sintetico (I) | Betsy Nagelsen          | Elise Burgin Rosalyn Fairbank             | 7–6(5), 6–3      |
| 2.  | 24 settembre 1990 | Nichirei International Championships, Tokyo      | Sintetico (I) | Robin White             | Gigi Fernández Martina Navrátilová        | 4–6, 6–3, 7–6(4) |
| 3.  | 15 ottobre 1990   | Porsche Tennis Grand Prix, Filderstadt           | Sintetico (I) | Zina Garrison           | Mercedes Paz Arantxa Sánchez Vicario      | 7–5, 6–3         |
| 4.  | 14 gennaio 1991   | Australian Open, Melbourne                       | Cemento       | Patty Fendick           | Gigi Fernández Jana Novotná               | 7–6(4), 6–1      |
| 5.  | 15 marzo 1991     | Miami Masters, Key Biscayne                      | Cemento       | Zina Garrison           | Gigi Fernández Jana Novotná               | 7–5, 6–2         |
| 6.  | 16 settembre 1991 | Nichirei International Championships, Tokyo      | Cemento       | Pam Shriver             | Carrie Cunningham Laura Gildemeister      | 6–3, 6–3         |
| 7.  | 28 luglio 1992    | Tennis ai Giochi della XXV Olimpiade, Barcellona | Terra rossa   | Gigi Fernández          | Conchita Martínez Arantxa Sánchez Vicario | 7–5, 2–6, 6–2    |
| 8.  | 21 settembre 1992 | Nichirei International Championships, Tokyo (2)  | Cemento       | Robin White             | Yayuk Basuki Nana Miyagi                  | 6–4, 6–4         |
| 9.  | 17 maggio 1993    | WTA Swiss Open, Lucerna                          | Terra rossa   | Helena Suková           | Lindsay Davenport Marianne Werdel         | 6–2, 6–4         |
| 10. | 6 marzo 1995      | Virginia Slims of Florida, Delray Beach          | Cemento       | Jana Novotná            | Lori McNeil Larisa Neiland                | 6–2, 6–4         |
| 11. | 22 maggio 1995    | Internationaux de Strasbourg, Strasburgo         | Terra rossa   | Lindsay Davenport       | Sabine Appelmans Miriam Oremans           | 6–2, 6–3         |
| 12. | 18 settembre 1995 | Nichirei International Championships, Tokyo (3)  | Cemento       | Lindsay Davenport       | Amanda Coetzer Linda Wild                 | 6–3, 6–2         |
| 13. | 8 gennaio 1996    | Sydney International, Sydney                     | Cemento       | Lindsay Davenport       | Lori McNeil Helena Suková                 | 6–3, 6–3         |
| 14. | 27 maggio 1996    | Open di Francia, Parigi                          | Terra rossa   | Lindsay Davenport       | Gigi Fernández Nataša Zvereva             | 6–2, 6–1         |
| 15. | 22 luglio 1996    | Tennis ai Giochi della XXVI Olimpiade, Atlanta   | Cemento       | Gigi Fernández          | Jana Novotná Helena Suková                | 7–6(6), 6–4      |
| 16. | 4 novembre 1996   | Bank of the West Classic, Oakland                | Sintetico (I) | Lindsay Davenport       | Irina Spîrlea Nathalie Tauziat            | 6–1, 6–3         |
| 17. | 18 novembre 1996  | WTA Tour Championships, New York                 | Sintetico (I) | Lindsay Davenport       | Jana Novotná Arantxa Sánchez Vicario      | 6–3, 6–2         |
| 18. | 31 marzo 1997     | Family Circle Cup, Hilton Head Island            | Terra verde   | Martina Hingis          | Lindsay Davenport Jana Novotná            | 7–5, 4–6, 6–1    |
| 19. | 19 maggio 1997    | WTA Madrid Open, Madrid                          | Terra rossa   | Arantxa Sánchez Vicario | Inés Gorrochategui Irina Spîrlea          | 6–3, 6–2         |

## Risultati in singolare nei tornei del Grande Slam
| Torneo          | 1985 | 1986 | 1987 | 1988 | 1989 | 1990 | 1991 | 1992 | 1993 | 1994 | 1995 | 1996 | 1997 | 1998 | 1999 |
| --------------- | ---- | ---- | ---- | ---- | ---- | ---- | ---- | ---- | ---- | ---- | ---- | ---- | ---- | ---- | ---- |
| Australian Open | A    | NH   | A    | A    | 3T   | F    | SF   | F    | QF   | 4T   | 4T   | 4T   | SF   | A    | 3T   |
| Roland Garros   | 1T   | QF   | 2T   | A    | SF   | QF   | QF   | 3T   | F    | 3T   | 1T   | 4T   | QF   | A    | 4T   |
| Wimbledon       | A    | 1T   | 4T   | 4T   | 4T   | A    | SF   | 3T   | 3T   | 3T   | QF   | QF   | 4T   | A    | 1T   |
| US Open         | 2T   | 3T   | 3T   | 3T   | 1T   | SF   | 3T   | SF   | A    | 3T   | QF   | A    | 4T   | 3T   | 4T   |